# Laguna Celeste
Laguna Celeste är en sjö i Bolivia.   Den ligger i departementet Potosí, i den södra delen av landet, 400 km sydväst om huvudstaden Sucre. Laguna Celeste ligger 4 476 meter över havet. Arean är 2,3 kvadratkilometer. Den sträcker sig 2,3 kilometer i nord-sydlig riktning, och 1,3 kilometer i öst-västlig riktning.
Trakten runt Laguna Celeste är ofruktbar med lite eller ingen växtlighet. Trakten runt Laguna Celeste är nära nog obefolkad, med mindre än två invånare per kvadratkilometer.